# Jonas Høgh-Christensen
Jonas Høgh-Christensen, né le 21 mai 1981, est un marin danois. Il représente le Danemark en catégorie Finn aux Jeux olympiques d'été de 2004,  2008 et  2012.

## Carrière
Lors des épreuves de Voile des Jeux olympiques de 2012, il participe au Finn. Il remporte les deux premières manches.